# Palpares digitatus
Palpares digitatus är en insektsart som beskrevs av Gerstaecker 1894. Palpares digitatus ingår i släktet Palpares och familjen myrlejonsländor. Inga underarter finns listade i Catalogue of Life.